# Jorge López
Jorge López Astorga (ur. 30 października 1991 w San Felipe) – chilijski aktor, piosenkarz i tancerz. 

## Życiorys
Urodził się w Chile jako syn Maríi Isabel Astorga Fuentes. Studiował aktorstwo na w Akademii Sztuki Dramatycznej im. Fernando Gonzáleza Mardonesa oraz na Uniwersytecie Sztuki, Nauki i Komunikacji w Santiago.
Debiutował na ekranie jako Ángel w wieku młodości w biograficznym dramacie muzycznym Violeta poszła do nieba (Violeta se fue a los cielos, 2011). Grał w musicalach: Piotruś Pan, Chicago i Czarnoksiężnik z Krainy Oz. Latem 2014 został wybrany przez Madonnę do klasy tanecznej w Santiago. 

## Filmografia

### Filmy
- 2011: Violeta poszła do nieba (Violeta se fue a los cielos) jako Ángel, chłopiec
- 2023: Sayen: Suchy szlak  (Sayen: La ruta seca) jako Gasper
- 2023: Ta druga Zoey (L’altra Zoey) jako Diego

### Seriale
- 2012: Decibel 110 jako Jorge Ríos
- 2013: Los 80 jako Gustavo Morales
- 2014: Mamá Mechona jako prezes CEPSI
- 2016–2018: Soy Luna jako Ramiro Ponce
- 2018: Wake Up jako Iris
- 2019–2020: Szkoła dla elity (Élite)  jako Valerio Montesinos Rojas
- 2022: Gorący sezon (Temporada de Verão) jako Diego
- 2022: Teraz i wtedy (Ahora y entonces) jako Alejandro Vilas
- 2023: Niefart (Mala Fortuna) jako Michi Montefusco
- 2023–: Operacja Czarna Fala (Operación Marea Negra) jako Fernando „Nando” Barreira Valdés
- 2024: Sztuki piękne (Bellas artes) jako Selk'nam
- 2024: Serrines, madera de actor
- 2025: Quebranto